# Най-мрачният час
„Най-мрачният час“ (на английски: Darkest Hour) е британски биографичен драматичен филм от 2017 година на режисьора Джо Райт.

## Сюжет
Внимание:  Текстът по-долу разкрива сюжета на произведението (или части от него)!
Филмът описва възхода на власт на министър-председателя Уинстън Чърчил и първите му седмици на поста при избухването на Втората световна война.

## Актьорски състав
| Актьор             | Роля                                                 |
| ------------------ | ---------------------------------------------------- |
| Гари Олдман        | Уинстън Чърчил                                       |
| Кристин Скот Томас | Клементин Чърчил                                     |
| Бен Менделсън      | Джордж VI                                            |
| Лили Джеймс        | Елизабет Лейтън – лична секретарка на Уинстън Чърчил |
| Роналд Пикап       | Невил Чембърлейн                                     |
| Стивън Дилейн      | лорд Халифакс                                        |
| Никълъс Джоунс     | Джон Саймън                                          |
| Самюъл Уест        | Антъни Идън                                          |
| Дейвид Скофийлд    | Клемент Атли                                         |
| Ричард Лъмсдън     | генерал Исмей                                        |
| Малкълм Стори      | генерал Айрънсайд                                    |
| Хилтън Макрей      | Артър Грийнууд                                       |
| Бенджамин Уитроу   | Самюъл Хоар – лорд-пазител на печата                 |
| Джо Армстронг      | Джон Еванс                                           |
| Адриан Роулинс     | Хю Даудинг – главен маршал на авиацията              |
| Дейвид Бамбър      | адмирал Рамзи                                        |
| Пол Леонард        | Дъдли Паунд – първи лорд на Адмиралтейството         |
| Деметри Горицас    | Бриджис – секретар на кабинета                       |
| Оливие Брош        | Пол Рейно                                            |
| Брайън Петифър     | Кингсли Ууд                                          |
| Ричард Глоувър     | Клод Никълсън                                        |